# 플래티넘78
플래티넘78은 대한민국의 음악 그룹이다. 이전 이름은 플래티넘(P.L.T)이었다. 2019년 정규 앨범 <Mad City>로 데뷔했다.